# Gmina Milicz
Gmina Milicz je polská městsko-vesnická gmina v okrese Milicz v Dolnoslezském vojvodství. Sídlem gminy je město Milicz. V roce 2021 zde žilo 23 915 obyvatel.
Gmina má rozlohu 435,6 km² a zabírá 60,9 % rozlohy okresu. 
Skládá se z 52 starostenství.

## Části gminy
Starostenství
Baranowice, Bartniki, Borzynowo, Brzezina Sułowska, Czatkowice, Duchowo, Dunkowa, Gądkowice, Godnowa, Gogołowice, Gołkowo, Grabownica, Grabówka, Gruszeczka, Henrykowice, Kaszowo, Kolęda, Latkowa, Łąki, Miłochowice, Miłosławice, Młodzianów, Niesułowice, Nowy Zamek, Olsza, Ostrowąsy, Piękocin, Piotrkosice, Poradów, Postolin, Potasznia, Pracze, Ruda Milicka, Ruda Sułowska, Sławoszowice, Słączno, Stawiec, Sulimierz, Sułów, Świętoszyn, Tworzymirki, Tworzymirki Górne, Wałkowa, Węgrzynów, Wielgie Milickie, Wilkowo, Wodników Górny, Wrocławice, Wróbliniec, Wszewilki, Wziąchowo Małe, Wziąchowo Wielkie